# كين ماري
كين ماري (بالإنجليزية: Ken Mary)‏ هو ملحن وموسيقي ومنتج أسطوانات وطبال أمريكي، ولد في القرن العشرين.

## وصلات خارجية
- الموقع الرسمي
- كين ماري على موقع ميوزك برينز (الإنجليزية)
- كين ماري على موقع ديسكوغز (الإنجليزية)